# Aragóniai Eleonóra ciprusi királyné
Aragóniai Eleonóra (1333 – Barcelona, 1417. december 26.), katalánul: Elionor d'Aragó, spanyolul: Leonor de Aragón,  franciául: Éléonore d'Aragon, görögül: Ελεονόρα της Αραγωνίας, örményül: Էլեանոր Արագոնացու, aragón királyi hercegnő, ciprusi és örmény királyné, valamint címzetes jeruzsálemi királyné, majd Ciprus régense. Visconti Valentina ciprusi királyné anyósa, II. Jakab aragón király unokája és Prades Margit aragóniai királyné nagynagynénje.

## Élete
Édesapja IV. Péter aragóniai királyi herceg, Ribagorça és Prades grófja (1305–1381), II. Jakab aragón királynak és Anjou Blanka nápolyi királyi hercegnőnek a fia. Eleonóra öccse, I. János, Prades grófja Prades Margit aragóniai királynénak (1387/88–1429) volt a nagyapja. Édesanyja Foix Johanna (–1357/58), I. Gastonnak, Foix grófjának és Artois-i Johannának a leánya.
Eleonóra 1353-ban feleségül ment I. Péter ciprusi királyhoz. Ő lett a király második felesége, a király első asszonya Éschive de Monfort volt. Eleonórát 1358. november 24-én koronázták ciprusi, majd 1360. április 5-én jeruzsálemi királynévá.
Eleonóra férjét 1369. január 17-én meggyilkolták, ezután társrégens lett kiskorú fia, II. Péter mellett. Később miután fia megházasodott, Eleonóra anyakirályné és menye, Visconti Valentina, az ifjabb királyné között súrlódások voltak, ezért Eleonóra elhagyta Ciprust, és visszatért hazájába. Mindegyik gyermekét túlélte. Nyolcvannégy éves korában halt meg dédnagymamaként.
Barcelonában a Ferences rendi kolostorban helyezték örök nyugalomra.

## Gyermekei
- Férjének, I. Péter ciprusi és örmény királynak három gyermeket szült:
  - Péter (1357–1382), II. Péter néven ciprusi király, felesége Visconti Valentina ciprusi királyné (1360/62–1393), 1 leány:
    - Lusignan N. (leány) (1379–1382. április előtt) ciprusi királyi hercegnő

  - Margit (1360 körül–1397 után) ciprusi királyi hercegnő, férje az elsőfokú unokatestvére, Lusignan Jakab (1358 előtt–1397) ciprusi királyi herceg, öt gyermek, többek között:
    - Lusignan Péter (1387 után–1451), Tripoli címzetes grófja, Ciprus régense, 1. felesége Lusignan Izabella (1382 előtt–1432 előtt), I. Jakab ciprusi király és Braunschweigi Helvis lánya, gyermekei nem születtek, 2. felesége N. N. (–1440), gyermekei nem születtek, 1 természetes, de törvényesített fiú:
      - (Házasságon kívüli kapcsolatból): Lusignan Phoebus (1415 előtt–1485), Szidon ura, felesége Isabelle de Flory, 2 gyermek

  - Échive (–1469 előtt)